# Julien Vandierendounck
Julien Vandierendounck, né le 12 février 1921 à Ostende et mort le 1er août 2005 est un joueur de football international belge qui évoluait au poste de milieu de terrain offensif. Il passe l'intégralité de sa carrière à l'AS Ostende. Il fait partie des rares joueurs à avoir été sélectionné avec les « Diables Rouges » sans jamais disputer un match en première division nationale.

## Carrière
Julien Vandierendounck débute en équipe première de l'AS Ostende lors de la saison 1938-1939. À l'époque, le club évolue au deuxième niveau national. Lorsque le club est relégué en 1947, il décide de rester pour l'aider à remonter. C'est chose faite deux ans plus tard quand le club décroche le titre de champion dans sa série, grâce notamment aux 17 buts inscrits par le joueur.
De retour en Division 1, Julien Vandierendounck enchaîne les bonnes performances et permet à son club de vivre une saison tranquille, conclue à la quatrième place. Le 5 mars 1950, il est même appelé en équipe nationale belge par le sélectionne Bill Gormlie pour un match amical face à l'Italie. Le joueur poursuit sa carrière en club jusqu'en 1956, quand il décide de raccrocher définitivement ses crampons. Avec 407 rencontres disputées et 141 buts inscrits toutes compétitions confondues, il est le joueur ayant joué le plus de matches et marqué le plus de buts dans l'histoire de l'AS Ostende.

## Palmarès
- 1 fois champion de Belgique de Promotion (D3) en 1949 avec l'AS Ostende.

## Statistiques
| Saison                | Club                  | Championnat           | Championnat | Championnat | Coupe(s) nationale(s) | Coupe(s) nationale(s) | Belgique | Belgique | Total | Total |
| Saison                | Club                  | Division              | M.          | B.          | M.                    | B.                    | M.       | B.       | M.    | B.    |
| 1938-1939             | AS Ostende            | Division 1 (D2)       | 20          | 8           | 0                     | 0                     | 0        | 0        | 20    | 8     |
| 1939-1940             | AS Ostende            | Division 1 (D2)       | 14          | 6           | 0                     | 0                     | 0        | 0        | 14    | 6     |
| 1941-1942             | AS Ostende            | Division 1 (D2)       | 25          | 9           | 0                     | 0                     | 0        | 0        | 25    | 9     |
| 1942-1943             | AS Ostende            | Division 1 (D2)       | 27          | 6           | 0                     | 0                     | 0        | 0        | 27    | 6     |
| 1943-1944             | AS Ostende            | Division 1 (D2)       | 19          | 3           | 0                     | 0                     | 0        | 0        | 19    | 3     |
| 1945-1946             | AS Ostende            | Division 1 (D2)       | 16          | 3           | 0                     | 0                     | 0        | 0        | 16    | 3     |
| 1946-1947             | AS Ostende            | Division 1 (D2)       | 30          | 17          | 0                     | 0                     | 0        | 0        | 30    | 17    |
| 1947-1948             | AS Ostende            | Promotion (D3)        | 22          | 8           | 0                     | 0                     | 0        | 0        | 22    | 8     |
| 1948-1949             | AS Ostende            | Promotion (D3)        | 30          | 17          | 0                     | 0                     | 0        | 0        | 30    | 17    |
| 1949-1950             | AS Ostende            | Division 1 (D2)       | 30          | 10          | 0                     | 0                     | 1        | 0        | 31    | 10    |
| 1950-1951             | AS Ostende            | Division 1 (D2)       | 27          | 12          | 0                     | 0                     | 0        | 0        | 27    | 12    |
| 1951-1952             | AS Ostende            | Division 1 (D2)       | 25          | 9           | 0                     | 0                     | 0        | 0        | 25    | 9     |
| 1952-1953             | AS Ostende            | Division 2            | 29          | 9           | 0                     | 0                     | 0        | 0        | 29    | 9     |
| 1953-1954             | AS Ostende            | Division 2            | 29          | 5           | -                     | -                     | 0        | 0        | 29    | 5     |
| 1954-1955             | AS Ostende            | Division 2            | 25          | 4           | -                     | -                     | 0        | 0        | 25    | 4     |
| 1955-1956             | AS Ostende            | Division 2            | 30          | 11          | -                     | -                     | 0        | 0        | 30    | 11    |
| Total sur la carrière | Total sur la carrière | Total sur la carrière | 398         | 137         | 9                     | 4                     | 1        | 0        | 408   | 141   |

## Sélections internationales
Julien Vandierendounck n'a disputé qu'une seule rencontre avec les « Diables Rouges ».
| Date      | Compétition  | Adversaire | Lieu    | Score | Remarque |
| --------- | ------------ | ---------- | ------- | ----- | -------- |
| 5/03/1950 | Match amical | Italie     | Bologne | 3-1   |          |